# Сесил Франк Поуел

Сесил Франк Поуел (на английски: Cecil Frank Powell) е британски физик, носител на Нобелова награда за физика за 1950 година.

## Биография
Роден е на 5 декември 1903 година в Тънбридж, Англия. Завършва Кеймбриджкия университет.
През 1950 година получава Нобелова награда за създаването на фотографски метод за изучаване на ядрени процеси и като резултат от това – откритието на пиона. Пионът се оказва частицата, която е предсказана от Хидеки Юкава през 1935 г.
През 1967 Поуел получава златния медал „Ломоносов“, две години преди смъртта си на 9 август 1969 г.